# Тальбот, Уильям Генри Фокс
Уи́льям Ге́нри Фокс Та́льбот (также То́лбот; англ. William Henry Fox Talbot; 11 февраля 1800 — 17 сентября 1877) — английский физик и химик, один из изобретателей фотографии, создавший одну из её первых технологий под названием калотипия. Считается также изобретателем негативно-позитивного способа тиражирования фотоснимков, ставшего впоследствии общепринятым. Кроме фотографии занимался математикой, ботаникой, расшифровкой клинописных текстов (в том числе дешифровал в 1857 клинописный текст ассирийского царя Тиглатпаласара I).

## Биография
Уильям Генри Фокс Тальбот родился 11 февраля 1800 года в Лэкоке, недалеко от Чиппенхэма, Уилтшир.
Единственный ребёнок Уильяма Давенпорта Талбота из аббатства Лакок, и леди Элизабет Фокс Стрэнгуэйс, дочери 2-го графа Ильчестера. Получил образование в школе Роттингдин, Харроу и в Тринити-колледже в Кембридже, который окончил в 1821 году. С 1822 по 1872 год готовил доклады для Королевского общества, значительная часть которых посвящена математике. Проводил исследования в области оптики. В 1820-е годы опубликовал ряд статей в журналах: Edinburgh Philosophical Journal, Quarterly Journal of Science, Philosophical Magazine.

## Изобретение фотографии

### Калотайп
Запатентованное в 1841 году изобретение, связанное с использованием позитивно-негативного процесса, Талбот называл «калотайп» (от слова «калос» — красивый) или «талботайп». Талбот использовал собственный более ранний процесс, связанный с фотографическим рисунком. Особенностью ранней фотографии, в том числе — фотографий Талбота, была продолжительная выдержка, которая в некоторых случаях достигала нескольких часов. Это обстоятельство создавало специфические условия съёмки и требовало статичных объектов.
Использование новых реактивов позволило сократить время выдержки до минуты на ярком солнечном свете. Полупрозрачный негатив на вощеной бумаге позволял производить любое количество отпечатков. Это принципиально отличало изобретение Талбота от дагеротипа, который сразу предполагал создание позитивного изображения.
В 1842 году за своё открытие Талбот получил медаль Румфорда от Лондонского королевского общества.
В 1844 году Талбот принял участие в открытии студии на Бейкер-стрит для массового производства отпечатков с его негативов. Студия также предлагала услуги публике, делая отпечатки с чужих негативов, копируя произведения искусства, документы и делая портреты в своей студии. Предприятие не имело успеха.
Поздние работы Талбота были сосредоточены на методах фотомеханического воспроизведения. Талбот использовал процесс фотогравюры. Гравировка чернилами позволяла избежать проблем с выцветанием фотографии.

### Техника фотографии
В 1835 году создал первый негатив, в качестве носителя изображения Тальбот использовал бумагу, пропитанную нитратом серебра и раствором соли. Об этом Тальбот рассказывал в своей книге «Карандаш природы». Также он фотографировал окно своей библиотеки изнутри, камерой с оптической линзой, величиной всего 8 сантиметров.

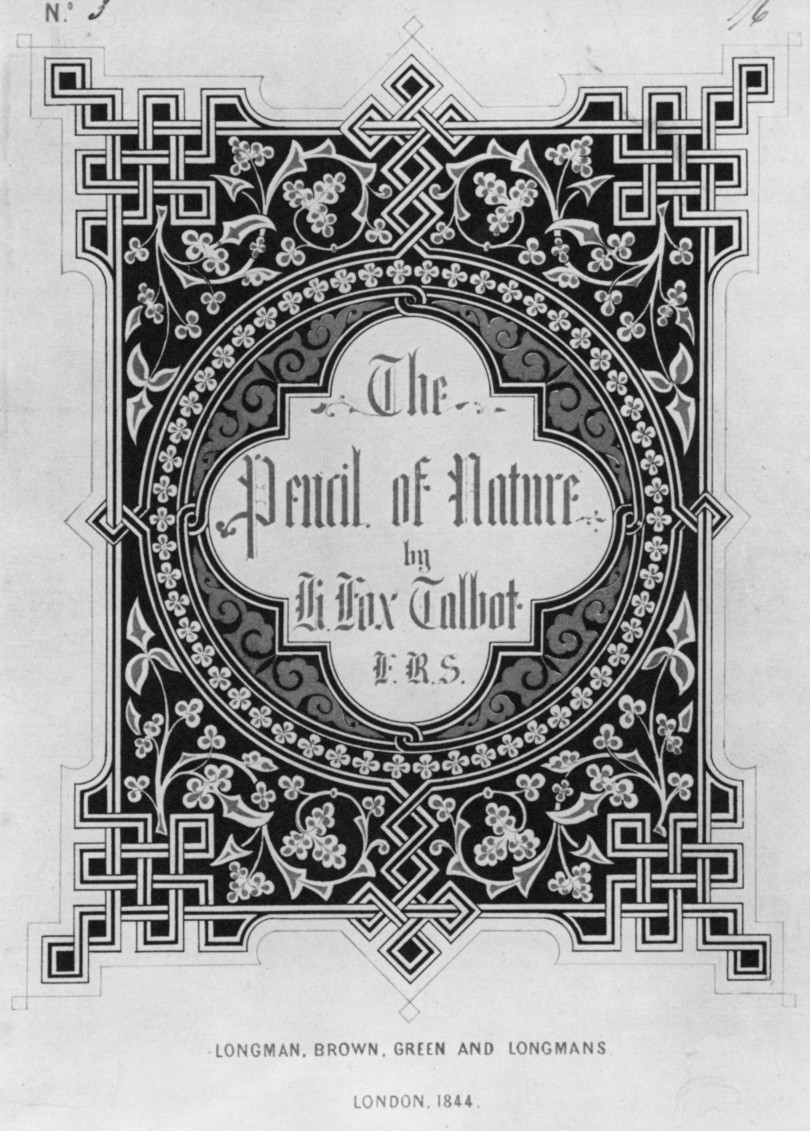
Обложка книги The Pencil of Nature

В 1838 году Лондонское королевское общество наградило учёного одной из своих высших наград — Королевской медалью.
В 1840 году открыл способ создания позитивной копии на солевой бумаге с бумажного негатива, с помощью которого можно создать любое количество последующих копий. Эта технология соединяла в себе высокое качество и возможность копирования снимков (позитивы печатались на аналогичной бумаге). Тальбот назвал эту технологию «калотипией», а неофициально её окрестили «тальботипией», по фамилии изобретателя. Его метод фактически создал современную фотографию, поскольку при использовавшейся прежде дагеротипии съёмка позволяла получать позитивное изображение в единственном экземпляре.
В 1841 году Тальбот зарегистрировал патент на негативно-позитивный способ создания фотоснимков. Для съёмки он использует йодо-серебряную бумагу, проявляет с помощью и нитрата серебра. Фиксирует с помощью тиосульфата натрия. Получившийся негатив он опускает в ёмкость с воском, который делает снимок прозрачным. После этого он накладывает прозрачный негатив на чистую йодо-серебряную бумагу, экспонирует и получает позитивную копию после проявления и фиксации.
Также открыл эффект Тальбота — самовоспроизведение изображения периодической решётки. В статье, опубликованной в журнале «Philosophical Magazine» за 1836 год, он описывает опыты, в которых он обнаружил периодическую смену цветов в изображении дифракционной решётки, когда отодвигал от неё фокусирующую линзу, используемую для наблюдения. В его работе нет ни количественных измерений, ни попытки объяснить наблюдаемое.
Среди его наиболее близких друзей и сотрудников — Николаас Хеннеман и Антуан Клоде. Некоторые фотографии, прежде приписывавшиеся Тальботу, в настоящее время атрибутируются Клоде.

### Спор о патентах
В феврале 1841 года Талбот получил патент на разработанный им процесс калотайпа. Он продавал патентные лицензии по 20 фунтов за каждую, но позже снизил плату за любительское использование до 4 фунтов. Профессиональные фотографы должны были платить до 300 фунтов стерлингов в год. В академическом мире использование патента было рассмотрено как ограничение научной свободы и прогресса. В связи с этим, подход Талбота подвергся критике.
В 1851 году, в год смерти Дагера, Фредерик Скотт Арчер обнародовал описание коллодионного процесса, который позволял использовать стекло вместо бумаги как основу для негатива. Отсутствие деталей, типичное для калотайпа, было преодолено. Коллодионный процесс вскоре заменил калотипию в коммерческом использовании, а к концу 1850-х дагерротип также практически исчез. Ориентируясь на широкое толкование своих патентных прав, Талбот заявил, что любое использование коллоидного процесса всё равно подразумевает получение лицензии на калотип.
В августе 1852 года The Times опубликовала открытое письмо лорда Росса, президента Королевского общества, и Чарльза Локка Истлейка, президента Королевской академии, которые призвали Талбота ослабить патентное давление. Талбот согласился отказаться от лицензионных сборов для любителей, но продолжал преследовать профессиональных фотографов-портретистов, подав несколько исков.
В 1854 году Талбот подал заявку на продление своего 14-летнего патента. В тот момент в суде рассматривался один из его исков против фотографа Мартина Лароша. Дело Talbot v. Laroche оказалось ключевым. Сторона Лароша утверждала, что патент недействителен, поскольку аналогичный процесс был изобретен ранее Джозефом Ридом, и что использование коллодионного процесса не нарушает патент на калотайп из-за значительных различий между двумя процессами. Присяжные поддержали патент на калотип, но согласились с тем, что Ларош не нарушал его, используя процесс коллодия. Разочарованный результатом, Талбот решил не продлевать свой патент.

## «Карандаш природы»
Талбот считается автором первой фотографической книги — издания, где фотографические иллюстрации были основой содержания. Книга под названием «Карандаш природы» (также «Кисть натуры»; англ. The Pencil of Nature) была опубликована издательством Longman, Brown, Green & Longmans и выходила в виде отдельных тетрадей с 1844 по 1846 год. Книга включает 24 отпечатка, каждый из которых наклеивался вручную. Каждое изображение сопровождает краткий текст.
Исследователи полагают, что в издании «Карандаша природы» Талбот ориентировался на создание нового канонического проекта, связанного с библейской риторикой. «Тэлбот пытался придать своему изданию смысл первородных скрижалей, установить точку, которая определяет новый закон… Фактически, Тэлбот претендовал на создание новой Библии».

## Исследовательские проекты

### Исследования в области оптики
Талбота считают одним из первых исследователей в области спектрального анализа. Он продемонстрировал, что спектр каждого химического элемента уникален и что химические элементы можно идентифицировать по их спектрам. Также он исследовал поляризацию света с использованием кристаллов турмалина и исландского шпата. Считается одним из создателей поляризационного микроскопа, который широко используется геологами для изучения тонких срезов горных пород.
Исходил из предположения, что видимый спектр составляет небольшую часть электромагнитного излучения. Считал, что невидимый свет за пределами ультрафиолетового способен вызывать масштабные химические эффекты.

### Исследования в других областях
В течение долгого времени занимался историей Востока и археологией. Считается одним из расшифровщиков нинивейской клинописи. Опубликовал несколько книг, связанных с античной и библейской историей: «Гермес, или классические и антикварные исследования» (1838) и «Иллюстрации древности к Книге Бытия» (1839).

## Публикационные проекты
- Talbot W. H. F. The Pencil of Nature: in 6 parts. London: Longman, Brown, Green and Long-mans, 1844—1846.
- Talbot W. H. F. Hermes, or Classical and Antiquarian Researches. London: Longman, Brown, Green & Longmans, 1838.
- Talbot W. H. F. Illustrations of the Antiquity of the Book of Genesis. London: Longman, Brown, Green & Longmans, 1839.

## Память
В 1976 году Международный астрономический союз присвоил имя Тальбота кратеру на видимой стороне Луны.